# ФК Сливен
 За другия отбор със същото име вижте ПОФК Сливен 2000.  
„Сливен“ е бивш български футболен отбор от Сливен. Носител на Националната купа на България по футбол за 1989/90.
ФК Сливен е еднократен носител на Купата на България, печелейки трофея през 1990 г., когато на финала в Габрово побеждава с 2:0 ЦСКА (София). Най-доброто класиране на войводите в А група е трето място постигнато през сезона 1983/84. Също така отборът е стигал шестото място на три пъти – през сезоните 1982/83, 1985/86 и 1991/92.

## История
През 1949 г. е създаден ДНВ (Дом на народната войска), който на практика е първоприемник на настоящия футболен клуб. До 1964 г., клубът сменя името си пет пъти – ДНА (1952–1955), СКНА (1956), Генерал Заимов (1957–1963) и Млада гвардия (1963–1964). През 1964 г. клубът се обединява с Хаджи Димитър под името Сливен.
През 1953 г., след създаването на пет Б групи на териториален принцип, ДНА попада в Югоизточната и още в първия сезон завършва на второ място, утвърждавайки се като един от най-силните клубове в региона. Година по-късно достига до полуфинал за Купата на Съветската армия, където отпада от Ударник (София). През 1963 г. Сливен завършва на първо място в Южната Б група и за първи път в своята история влиза в А група. На 12 декември 1972 г. клубът се преобразува в Армейското физкултурно дружество „Сливен“
Най-силните години в историята на Сливен са 80-те и началото на 90-те, когато в състава си войводите имат редица именити футболисти. През сезон 1983/84 отборът финишира на трето място и печели бронзовите медали в първенството, след като му е присъдена служебна победа в мача с Ботев (Враца), завършил иначе при 2:1 за врачани. Със служебните точки Сливен изпреварва в класирането цели четири тима и от седмо място отива на трето, което се заема дотогава от Спартак (Варна). Все пак през сезон 1984/85 Сливен представя България в Купата на УЕФА, но отпада още в първия кръг от босненския Железничар (Сараево). У дома войводите побеждават с 1:0, но като гост падат с 1:5.
През 1984 г. за мъжкия отбор на Сливен заиграва най-прочутият футболист в историята на клуба – Йордан Лечков. В тези години от местната школа излизат и други качествени играчи като Васил Тинчев и Велиян Парушев. През 1990 г. Сливен постига най-големият успех в историята си, спечелвайки Купата на България. На финала в Габрово сливналии побеждават ЦСКА (София) с 2:0 с голове на Валери Вълков и Йордан Лечков. В турнира за КНК Сливен среща италианския гранд Ювентус и отпада след две поражения – 0:2 у дома и 1:6 в Торино.
През сезон 1992/93 Сливен изпада от А група. До края на ХХ век отборът върви стремглаво надолу и в крайна сметка преустановява дейността си през 1998 г.

## Успехи
А група
- 3 място (1 път) – 1984 г.

Купа на България
- Носител (1 път) – 1990 г.

Купа на Съветската армия
- 1/2-финалист (1 път) – 1954 г.

Купа на България
- Носител – 1989/90

## Участия в ЕКТ

### Купа на УЕФА и Купа на носителите на купи
| Сезон   | Турнир                     | Етап   | Страна | Отбор      | Домакин | Гост | Резултат |
| ------- | -------------------------- | ------ | ------ | ---------- | ------- | ---- | -------- |
| 1984-85 | Купа на УЕФА               | 1 кръг |        | Железничар | 1:0     | 1:5  | 2:5      |
| 1990-91 | Купа на носителите на купи | 1 кръг |        | Ювентус    | 0:2     | 1:6  | 1:8      |

## Известни футболисти
- Йордан Лечков
- Ганчо Пеев
- Иван Василев
- Пламен Проданов
- Николай Арабов
- Васил Сантуров
- Васил Тинчев
- Велиян Парушев
- Стоян Колев
- Живко Келепов
- Валери Вълков